# Centuria (manga)
Pour les articles homonymes, voir Centuria (homonymie).
Centuria (ケントゥリア, Kenturia) est un manga japonais écrit et illustré par Tohru Kuramori. La série est publiée sur l'application et le site Shōnen Jump+ de la Shūeisha depuis avril 2024, avec ses chapitres rassemblés en cinq volumes tankōbon en juillet 2025. La version française est éditée par Kurokawa depuis juin 2025.

## Synopsis
Julian est un jeune garçon qui, après avoir tué le forgeron à qui sa mère l'a vendu, s'enfuit en passager clandestin sur un bateau d'esclave. Une fois découvert, il devient lui-même esclave mais est accueilli dans un groupe proche d'esclaves qui se soutiennent mutuellement , notamment Mira, une femme enceinte qui partage sa nourriture avec lui et le prend sous son aile. Après des ennuis à bord du navire, les esclaves sont massacrés par le capitaine endetté, mais cela appelle accidentellement une entité marine surnaturelle qui, pour le sang des 100 esclaves tués, dont Mira, offre à Julian leur force combinée et leurs 100 vies. Désormais investi d'une nouvelle force et redevable aux 100 esclaves qui ont sacrifié leur vie pour le protéger, lui et Diana, la fille nouveau-née de Mira, il part s'établir dans un nouveau pays pour l'élever.

## Publication
Centuria est écrit et illustré par Tohru Kuramori. Le manga a débuté sa sérialisation sur l'application et le site Shōnen Jump+ de la Shueisha le 8 avril 2024. Shueisha a compilé les chapitres en volumes tankōbon individuels. Le premier volume est sorti le 4 juillet 2024. Le 4 juillet 2025, cinq volumes ont été publiés.
En mai 2025, Kurokawa annonce la publication de la version française avec un premier tome le 26 juin 2025.

### Liste des volumes
| no | Japonais       | Japonais          | Français        | Français          |
| no | Date de sortie | ISBN              | Date de sortie  | ISBN              |
| --- | -------------- | ----------------- | --------------- | ----------------- |
| 1 | 4 juillet 2024 | 978-4-08-884102-1 | 26 juin 2025    | 979-1-04-202033-0 |
| Liste des chapitres : - Chapitre 1 - Les cent esclaves (100人の奴隷, Hyaku-nin no Dorei) - Chapitre 2 - Monstres marins (海魔, Kaima) - Chapitre 3 - Rencontre (出会い, Deai) - Chapitre 4 - Les villageois (村人, Murabito) |                |                   |                 |                   |
| 2 | 4 octobre 2024 | 978-4-08-884225-7 | 10 octobre 2025 | 979-1-04-202034-7 |
| Liste des chapitres : - Chapitre 5 - 予言 (Yogen) - Chapitre 6 - 魔獣 (Majū) - Chapitre 7 - 狩り (Kari) - Chapitre 8 - 人として (Hito Toshite) - Chapitre 9 - 家族 (Kazoku) - Chapitre 10 - 手を振って (Te wo Futte) - Chapitre 11 - 水王 (Mizuō) - Chapitre 12 - 運命の日 (Unmei no Hi) |                |                   |                 |                   |
| 3 | 4 janvier 2025 | 978-4-08-884339-1 |                 |                   |
| Liste des chapitres : - Chapitre 13 - 燃える世界 (Moeru Sekai) - Chapitre 14 - 戦わない理由 (Tatakawanai Riyū) - Chapitre 15 - 一線 (Issen) - Chapitre 16 - 鉄塊のギヨーム (Tekkai no Giyōmu) - Chapitre 17 - 鉄の塊、鉄の心 (Tetsu no Katamari, Tetsu no Kokoro) - Chapitre 18 - 見た通りの「未来」 (Mita Tōri no 'Mirai') - Chapitre 19 - 破壊者と守護者 (Hakai-sha to Shugo-sha) - Chapitre 20 - 邂逅 (Kaigō) - Chapitre 21 - 手を振ってさよならを (Te wo Futte Sayonara wo) |                |                   |                 |                   |
| 4 | 4 avril 2025   | 978-4-08-884468-8 |                 |                   |
| Liste des chapitres : - Chapitre 22 - ユリアン VS アルコス (Yurian VS Arkos) - Chapitre 23 - 99 (99) - Chapitre 24 - 奥の手 (Oku no Te) - Chapitre 25 - 海の主 (Umi no Omo) - Chapitre 26 - 母と子 (Haha to Ko) - Chapitre 27 - はじめての言葉 (Hajimete no Kotoba) - Chapitre 28 - ４人分の食事 (Yonninbun no Shokuji) - Chapitre 29 - 王宮 (Ōkyū) - Chapitre 30 - 旅立ち (Tabidachi) |                |                   |                 |                   |
| 5 | 4 juillet 2025 | 978-4-08-884590-6 |                 |                   |
| Liste des chapitres : - Chapitre 31 - ルーカス (Rukasu) - Chapitre 32 - 水の女 (Mizu no Onna) - Chapitre 33 - ユリアン VS ラクリマ (Yurian VS Rakurima) - Chapitre 34 - ユリアン VS ラクリマ② (Yurian VS Rakurima②) - Chapitre 35 - 食卓 (Shokutaku) - Chapitre 36 - 水路 (Suiro) - Chapitre 37 - 血の呪い (Chi no Noroi) - Chapitre 38 - 嵐の前の (Arashi no Mae no) - Chapitre 39 - 子と母 (Ko to Haha) - Chapitre 40 - 内なる炎 (Uchinaru Honō) |                |                   |                 |                   |
| 6 | 3 octobre 2025 | 978-4-08-884718-4 |                 |                   |
| - |                |                   |                 |                   |
| Liste des chapitres : - Chapitre 41 - 三日後 (Mikka-go) - Chapitre 42 - 7歳の誕生日 (7-sai no Tanjōbi) - Chapitre 43 - ラクリマの決意 (Rakurima no Ketsui) - Chapitre 44 - 死闘 (Shitō) - Chapitre 45 - 剣と盾 (Ken to Tate) - Chapitre 46 - 無貌の黒騎土 (Mubō no Kuro Kishi) - Chapitre 47 - 土と水 (Tsuchi to Mizu) - Chapitre 48 - 再誕 (Saitan) - Chapitre 49 - 「屍泥」のヘーレム (Shidei no Hēremu) - Chapitre 50 - 死闘② (Shitō②) - Chapitre 51 - 死闘③ (Shitō③) - Chapitre 52 - 二つ目の (Futatsu-me no) - Chapitre 53 - Rencontre ② (邂逅②, Kaigō②) - Chapitre 54 - L'instant présent (刹那, Setsuna) - Chapitre 55 - La raison du sourire (笑顔の理由, Egao no Riyū) - Chapitre 56 - 覚悟のこぶし (Kakugo no Kobushi) - Chapitre 57 - 遺髪 (Ihatsu) - Chapitre 58 - Une présence au fond de la mer (海の底の誰か, Umi no Soko no Dareka) - Chapitre 59 - Nuit (夜, Yoru) - Chapitre 60 - 98 (98, 98) |                |                   |                 |                   |

## Réception
Vanessa Piña de Screen Rant a souligné l'influence significante de Berserk sur Centuria, en louant notamment son art brutal et spectaculaire, ainsi que la conception de ses monstres. Elle a aussi noté la similitude entre Julian et Guts.
Le manga a été nommé aux Next Manga Awards 2024 dans la catégorie Meilleur manga Web et s'est classé septième sur 69 nommés,.
Il a également été recommandé par les auteurs de manga Tatsuki Fujimoto et Yukinobu Tatsu,.

### Œuvres
Édition japonaise
1. 1 2 3  (ja) « ケントゥリア 1 », sur Shueisha (consulté le 31 juillet 2025)
2. 1 2  (ja) « ケントゥリア 2 », sur Shueisha (consulté le 31 juillet 2025)
3. 1 2  (ja) « ケントゥリア 3 », sur Shueisha (consulté le 31 juillet 2025)
4. 1 2  (ja) « ケントゥリア 4 », sur Shueisha (consulté le 31 juillet 2025)
5. 1 2  (ja) « ケントゥリア 5 », sur Shueisha (consulté le 31 juillet 2025)
6. 1 2  (ja) « ケントゥリア 6 », sur Shueisha (consulté le 15 août 2025)

Édition française
1. 1 2  « Centuria - tome 1 », sur Kurokawa (consulté le 31 juillet 2025)
2. 1 2  « Centuria - tome 2 », sur Kurokawa (consulté le 31 juillet 2025)